# برنت ليونغ
برنت ليونغ (بالسويدية: Bernt Ljung)‏ هو لاعب كرة قدم سويدي في مركز حراسة المرمى، ولد في 8 مايو 1958 في Borlänge ‏ في السويد. شارك مع منتخب السويد تحت 21 سنة لكرة القدم ومنتخب السويد لكرة القدم. أما مع النوادي، فقد لعب مع أيك سولنا ونادي براغي ونادي فاسالوندس.